# طه جنكيز دميرطاش
طه جنكيز دميرطاش (بالتركية: Taha Cengiz Demirtaş)‏ هو لاعب كرة قدم تركي في مركز حراسة المرمى، ولد في 15 مايو 1994 في ألتنداغ في تركيا. لعب مع غنتشلربيرليغي.

## وصلات خارجية
- طه جنكيز دميرطاش على موقع اتحاد تركيا (لاعب) (الإنجليزية)
- طه جنكيز دميرطاش على موقع قاعدة بيانات كرة القدم.إي يو (الإنجليزية)
- طه جنكيز دميرطاش على موقع Soccerway.com (الإنجليزية)
- طه جنكيز دميرطاش على موقع عالم كرة القدم.نت (الإنجليزية)